# 覆面D
『覆面D』（ふくめんディー）は、2022年10月15日からABEMAで配信されていたドラマである。関口メンディーのドラマ初主演作。全8話。

## 概要
ABEMAが制作するオリジナルドラマである。EXILE/GENERATIONS from EXILE TRIBEの関口メンディーが主演。関口にとってドラマにおいて初主演の作品。関口が教鞭を執るかたわら覆面レスラー「覆面D」としてもリングにあがる高校教師・主人公の大地大輔を演じた、現代の高校生たちが直面している社会問題をと、それに向き合い続ける教師を描いたドラマ。
プロレスシーンはDDTプロレスリングが全面協力し、同団体の高木三四郎社長が劇中のプロレス団体「BBT」の社長役として出演。DDTの選手たちも多数出演する。ABEMA「GENERATIONS高校TV」（#252：いつもと違うメンディーーがそこに！ドラマ覆面Dドッキリ潜入♡）で、ドラマ「覆面D」の撮影現場にメンディーに内緒で潜入したドッキリ企画を放送した。
登場人物の苗字は実在のプロレスラーから取られている。

## あらすじ
高校教師の大地大輔は熱血教師を夢見て高校の教鞭を執るも、クラスを受け持った生徒が自殺してしまい、以降自身の持つ“理想の教師像”に悩むようになる。それから3年後に新たな高校に赴任するが、そこは貧困に苦しむ家庭に身を置く生徒たちが通う“教育困難校”だった。大輔が担当する3年D組には今の日本社会の縮図のような問題を抱える生徒たちばかり。生徒の問題へ過度な介入をしないように校長から釘を刺された大輔は、現在の教師生活に疑問を感じながらも淡々と授業を行う。ある出来事から大輔はプロレス団体・BBTにスカウトされ、“学校には絶対バレてはいけないこと”を条件に、覆面レスラー・覆面Dとしても活動することになる。

## キャスト
大地大輔 （だいち だいすけ）
演 - 関口メンディー（EXILE/GENERATIONS from EXILE TRIBE）
高校教師。『ROOKIES』を見て教師を目指した熱血漢であったが、受け持ったクラスで自殺者が出たことで理想の教師像に悩みだす。ある日「巨漢レスラーを持ち上げたら1,000万円」という企画を目にしたことで参加。プロレス団体BBTにスカウトされ、副業禁止規定にかからないよう、覆面レスラー・覆面Dとしても並行して活動することになる。口癖は「やればできる」。
プロレス知識はないため、ロードウォリアーズ等プロレスの例えに関してはチンプンカンプンである。
演ずる関口はドラマでプロレスラー役を演ずるにあたり、武知らとともに実際にプロレスの実技レッスンを受け撮影に臨んでいる。
武藤啓 （むとう けい）
演 - 水沢林太郎。
3年D組の生徒。登校してこない生徒の1人、年の離れた弟の世話と寝たきりの祖父の介護をするヤングケアラーである。
岡田カズ（おかだ かず）
演 - 秋田汐梨
3年D組の生徒。彼氏とのあいだに予期せぬ妊娠をする。
鶴田源一（つるた げんいち）
演 - 曽田陵介
3年D組の生徒。お金をめぐり両親のけんかが絶えず、金欲しさに闇バイトに加担する。
第6話で特殊詐欺により退学。第7話からアルバイトとしてBBTスタッフとなる。
小橋アキラ（こばし あきら）
演 - 紺野彩夏
3年D組の生徒。実家の家業を守るため、寝る間も惜しんで働く。
第6話で特殊詐欺により退学。第7話からアルバイトとしてBBT広報見習いを務める。
ハオウ
演 - 武知海青（THE RAMPAGE from EXILE TRIBE）
プロレス団体・BBTのトップレスラー。本名は佐山。後述の高田からハオウのリングネームを受け継ぐ。
覆面Dのデビューで焦りを感じるとともに、他団体から水面下での引き抜き交渉を持ち掛けられ、記者会見でその事実を公表してしまう。
演じる武知は役者志望ではなかったが、EXILE TRIBEきっての肉体派でオファーされた。高校生を演じるにあたって髭を剃り、体重を約3キロ増やし役作りをしている。
前田信子（まえだ のぶこ）
演 - 酒井若菜
プロレス団体・BBTの副社長。かつては悪役女子レスラー、ビューティーメデューサとして活躍した。実は校長の馬場の愛人。
橋本瑞穂
演 - 川津明日香
3年前の赴任先の生徒。クラスのリーダー格の生徒からひどいいじめを受け自殺した。
山田恵
演 - 鶴嶋乃愛
3年前の赴任先の生徒。
小川尚子
演 - 松村キサラ
3年前の赴任先の生徒。
天山
演 - 大水洋介
大輔の赴任先の道山高校の教頭。口で圧を掛けるタイプ。
馬場寛治（ばば かんじ）
演 - 高橋克典
大輔の赴任先の道山高校の校長。学校外のことにしては関与しないようにと教師にくぎを刺す。一方、諸般の都合もあり大地のプロレス活動は黙認状態を続けている。
第7話で実は元プロレスラーの過去があり、当時は覆面レスラー「タイガーゾンビ」として活動していたことが明かされた。
星野寛太
演 - 吉田仁人（M!LK）
岡田カズの彼氏。
マサ
演 - 桜田通
キャバクラに入り浸る半グレ。未成年と知りながら小橋をスカウトし働かせる。のちに武藤啓の実兄であることがわかり、警察から逃げるために刃物で啓を脅し、武藤一家を監禁しつつ立てこもる。
前田力（まえだ ちから）
演 - 松井利樹（BALLISTIK BOYZ from EXILE TRIBE）
大輔の学校の生徒。大のプロレス好きで、実母はプロレス団体・BBTの副社長である前田信子。
やがて大地こと覆面Dのスパーリングパートナーを務めることとなる。
武知によると、演じる松井もプロレス好きであるとのこと。
高田アキオ
演 - 高木三四郎
プロレス団体・BBTの社長。かつては初代ハオウとして活躍した。頸椎損傷で引退し、現在は車いす生活。
小橋恵子
演 - 野波麻帆
アキラの母。娘の不登校を気にしながらも、娘のバイト代で生活費として計算している。
千成夢人
演 - 今成夢人
BBTの所属プロレスラー
マコ
演 - 大石真翔
BBTの所属プロレスラー
樋崎和貞
演 - 樋口和貞
BBTの所属プロレスラー
平吹一喜
演 - 平田一喜
BBTの所属プロレスラー

## スタッフ
- 企画・脚本 - 鈴木おさむ
- 監督 - 森田亮、畑山創（第4.5.7話）
- 原案 - EXILE HIRO、藤田晋
- プロデューサー - 谷口達彦、小出亮太、梶原富治、田村豊
- 撮影 - 小倉雄
- アクションコーディネーター - 川澄朋章
- アクションコーディネーター補佐 - 渡邊海斗、藤田啓子
- 照明 - 玉川直人
- 録音 - 赤澤靖大
- 美術 - Yang 仁栄
- 美術デザイナー - 藤原功仝
- 助監督 - 鳥飼久仁
- 音楽 - 中川孝
- 編集 - 日見山健
- 医療監修 - 関根和彦
- 警察監修 - 石坂隆昌
- 校務監修 - 横尾朗大
- コスチュームデザイン - COIN PARKING DELIVERY
- コスチューム制作 - 武田和晃
- レスリングシューズ制作 - 石井淳也
- プロレス監修 - DDTプロレスリング、木曽大介
- 撮影協力 - プロレスリングMAGIC BOX、ヒューマンキャンパスのぞみ高等学校、茂原市、千葉もばらロケーションサービス、西東京ハートクリニック
- 主題歌 - GENERATIONS from EXILE TRIBE「愛傷」
- 劇中歌 - MANDY 「Dream Note」
- 制作プロダクション - ROBOT
- 製作著作 - AbemaTV

## 配信日程
| 話数 | 配信開始日 | サブタイトル                                              |
| ---- | ---------- | --------------------------------------------------------- |
| #1   | 10月15日   | "親ガチャ"どうやって抜けだす!?…3年D組は問題の生徒だらけ!! |
| #2   | 10月16日   | 妊娠女子高生は退学!?…教師でレスラー"覆面D"誕生!!          |
| #3   | 10月22日   | 母を助けたい"バイト漬け"高校生!?…覆面Dはデビュー戦!!      |
| #4   | 10月29日   | 高校生が闇バイト!?…傷だらけになった覆面D                  |
| #5   | 11月05日   | 生徒たちに迫る危機!…命をかけて守りたいものがある          |
| #6   | 11月12日   | 涙の"生涯担任"宣言 …ライバルと挑む初タッグマッチ!         |
| #7   | 11月19日   | 先生のためにできること…負ければ"引退"の最終決戦へ!        |
| #8   | 11月26日   | 過去が"愛傷"に変わるとき…生徒の想いを胸に戦え覆面D        |